# بهرام ارمنی
بهرام ارمنی یکی از وزرا و کارگزاران حکومتی مسیحی خلافت فاطمی مصر در قرن ششم هجری بود.

## انتصاب به وزارت
بهرام ارمنی در سال ۵۲۹ق/۱۱۳۵م توسط الحافظ لدین الله فاطمی به وزارت گمارده شد و او خانواده اش را از شام بعد از انتصاب به منصب وزارت فراخواند و تأثیراتی در حکومت فاطمی داشت.

## درگذشت
درگذشت بهرام در قاهره در سال ۵۳۵ق روی داد.